# Jan Macák
Jan Macák alias MenT (* 28. července 1997 Opočno) je český youtuber a influencer.

## Život
Jan Macák se narodil 28. července 1997 v Opočně, jeho rodina ale pochází z Pardubic, kde od útlého dětství také vyrůstal. Studoval na střední škole s maturitou se zaměřením na public relations, marketing a média. Po maturitě v roce 2016 se zapsal na Metropolitní univerzitu v Praze, studium však po roce ukončil a teď se plně věnuje práci.

## Tvorba
Své první video publikoval na YouTube ve svých 12 letech v roce 2009.
K natáčení her se dostal postupně přes videohru Grand Theft Auto: San Andreas, u které s kamarády trávil volný čas. Spolu s nimi vytvořil z této hry amatérské video, který následně umístil na Stream.cz, nicméně video  nemělo velký úspěch ve sledovanosti. Postupně se k němu začali přidávat další kamarádi a hráči, a tak začal svá videa umísťovat na server YouTube. Po úspěchu s GTA začal Jan natáčet také videohru Minecraft a jeho sledovanost v následujících letech výrazně stoupla. V roce 2017 tak přesáhl na svém YouTube kanále MenT hranici 1 milionu odběratelů. Momentálně se věnuje převážně natáčení her, např. GeoGuessr, GTA V a další. Natáčí rovněž různé vtipné reakce na tzv. memy z Redditu a na videa z TikToku. Častými hosty ve videích na tomto kanálu jsou kolegové, přátelé, editoři a youtubeři Rady a MrTomcatCZ.
Druhým kanálem Jana Macáka je MENTSGARAGE (dříve MenTlive). Tento kanál zpočátku sloužil pro vlogování, prozkoumávání opuštěných budov nebo cestovní videa (např. z Japonska, které navštívil s youtuberem Kovym).
Kanál MENTSGARAGE se soustředí především na automobilový obsah – zahraniční výlety (například do Itálie či Rumunska), driftování, recenze, testování a představení vozů. Dosud nejúspěšnějším videem na tomto kanálu je video Učím se driftovat! ze září 2018. K 15. červenci 2025 má více než 1,8 milionů zhlédnutí.
Třetím kanálem Jana Macáka je Honza Hrouda, který v roce 2022 založil poté, co mu YouTube udělil na týden tzv. ban za násilnosti ve videu. Na tento kanál bylo vloženo první video až 25. března 2023 a je na něj vydávána většina herních videí.
Čtvrtým kanálem Jana Macáka je MÁM HLAD! Tento kanál byl založen 23. ledna 2023 a slouží k publikování videí o jídle a pití (tzv. foodblog). Původně se jednalo o inspiraci a humornou konkurenci  YouTube kanálu Jdeme žrát Grigoriho Makariana.
V roce 2019 ve spolupráci s producentem s přezdívkou Frankie Wild nazpíval spolu s Tomášem Šedivým (MrTomcatCZ) rapovou píseň 128, kterou nakonec nevydal. I proto si ji jeho komunita oblíbila jako meme píseň při twitch streamech. K 30. prosinci 2023 má na YouTube více než 936 tisíc zhlédnutí.
V roce 2021 jej časopis Forbes umístil na třetí místo v žebříčku 10 nejlépe placených youtuberů Česka s odhadovaným ročním příjmem 10,5 mil. korun. V roce 2022 se v tomto žebříčku umístil na 5. místě s odhadovaným ročním příjmem 12 mil. korun. V roce 2022 se umístil v žebříčku Forbesu 30 pod 30 2022, který představuje třicet českých talentů ze světa byznysu, startupů, vědy, sportu i umění, kteří jsou mladší třiceti let. Na svém kanále natáčí převážně VLOG  videa.